# شهر موشها
شهر موشها فیلم سینمایی عروسکی تولیدی سال ۱۳۶۴ به کارگردانی سینمایی محمدعلی طالبی و کارگردانی عروسکی مرضیه برومند است. این فیلم سینمایی برای ردهٔ سنی کودکان ساخته شده و عروسک‌های بازیگر آن قبلاً در سریال تلویزیونی مدرسه موش‌ها ایفای نقش کرده بودند.
از صدا پیشگان، عروسک گردانان و بازیگران این فیلم می‌توان به حمید جبلی، فاطمه معتمدآریا و ایرج طهماسب اشاره کرد.
برخلاف سریال تلویزیونی مدرسه موش‌ها، بخش بسیاری از این فیلم در فضای باز فیلمبرداری شده.  
برنامه تلویزیونی مدرسه موشها که در اوایل دهه ۱۳۶۰ صرفاً قرار بود بچه‌ها را به مدرسه رفتن تشویق کند به چنان محبوبیتی رسید که این فیلم سینمایی از روی آن ساخته شد. فیلم سینمایی شهر موشها که از روی مجموعه تلویزیونی مدرسه موشها به کارگردانی محمدعلی طالبی و مرضیه برومند ساخته شد، به فروش بسیار خوبی در گیشه‌ها رسید و رفته‌رفته به بخشی از نوستالژی بچه‌های دهه ۶۰ تبدیل شد.  
قسمت دوم این فیلم با نام شهر موشها ۲ در سال ۱۳۹۳ با کارگردانی مرضیه برومند ساخته شد.

## داستان
یک گربه سیاه که موش‌ها به آن می‌گفتند «اسمشو نبر» به شهر موش‌ها حمله می‌کرد. به همین خاطر  موش‌ها به یک شهر دیگر می‌روند. قرار می‌شود پدرها و مادرها از راه سخت و کوتاه بروند تا شهر را آماده کنند و بچه‌ها هم با معلم و آشپزباشی راه طولانی‌تر را انتخاب می‌کنند.

## ساخت
لوکیشن فیلمبرداری کوه های کلاردشت است. جهت حرکت عروسک گردان ها کانال هایی در زمین حفر کردند. موش ها قالبا عروسک های کوچکی بودند که عروسک گردان ها آنها را حرکت می دادند. گربه یک عروسک تن پوش بود که نقش آن توسط بدلکار ایفا شد

## هزینه‌ها
فیلم با بودجه یک میلیون و ۲۰۰ هزار تومان ساخته شد که در سال ۱۳۶۴ بسیار مورد استقبال قرار گرفت.

## گویندگان و عروسک گردان‌ها
- کپل: حمید جبلی
- دم باریک: ایرج طهماسب
- دم دراز: راضیه برومند، مسعود کرامتی
- معلم: ناصر غفرانی‌فر، طاهره برومندسرمایی
- قاصد: مرتضی احمدی
- موش موشک: آزاده پورمختار
- عینکی: مهدی میگانی، رضا پرنیانزاده
- گوش دراز: کامبیز صمیمی‌مفخم
- نارنجی و خواهر عینکی: فاطمه معتمدآریا
- خوش خواب: مجید شناور، راضیه برومند
- موشی: صوفیا محمودی
- آشپزباشی  رضا ژیان
- موش‌های دیگر:پرویز حاجی هادی، اعظم بوریاباف، فرانک عرب، هایده مهراد، عادل بزدوده، رحیم دوستی، شاپور امین، شکوفه کوثری، فریبا جدی‌کار، مریم سعادت، هوشنگ صفری جم، سودابه گوهری، [۲]

## دیگر
- آلیس در سرزمین عجایب
- ارباب حلقه‌ها
- بابا لنگ‌دراز
- بزبز قندی
- پری دریایی
- پیر گینت
- پی‌پی جوراب‌بلنده
- تام انگشتی
- جادوگر شهر اُز
- جک و لوبیای سحرآمیز
- جوجه‌اردک زشت
- چوپان دروغگو
- خانهٔ شکلاتی
- دختر خورشید و پسر ماه
- دخترک کبریت‌فروش
- راپانزل
- زیبای خفته
- سفیدبرفی (سفیدبرفی و هفت کوتوله)
- شنل‌قرمزی
- شهره و شادمان
- کفش‌قرمزی
- کلیله و دمنه
- کوراوغلی
- ماجراهای پینوکیو
- ماجراهای تن‌تن و میلو
- نی‌نواز هاملین
- هانسل و گرتل
- هزار و یک روز
- ابومسلم‌نامه
- اسکندرنامه نقالی
- احسن القصص
- رستم نامه
- بوستان خیال
- بهار دانش
- جامع الحکایات
- افسانه شیر سپیدیال
- امیر ارسلان نامدار
- طوطی نامه
- خاله سوسکه
- خاورنامه
- خروسک پریشان
- داراب‌نامه (طرسوسی)
- داستان فلک‌ناز
- داستان‌های امیرحمزه
- داستان‌های حسنک
- دختر شاه پریان
- سلیم جواهری
- سمک عیار
- سندباد نامه
- شهر موش‌ها
- مشدی گلین خانم
- شیرزاد یا ببر و پیرزن
- عروسک سنگ صبور
- علاءالدین
- علی‌بابا و چهل دزد بغداد
- علی مردان خان
- عمو زنجیرباف
- قصه حسین کرد شبستری
- قصه‌های شاهنامه
- کدوی قلقله‌زن
- گرگ بد گنده
- گنجشکک اشی‌مشی
- ماه‌پیشانی
- ماهی سیاه کوچولو
- نارنج و ترنج
- نجمان خاکی
- هفت‌لشکر